# Stuart Blumberg
Pour les articles homonymes, voir Blumberg (homonymie).
Stuart Ethan Blumberg, né à Cleveland (Ohio) le 19 juillet 1969, est un scénariste, acteur, producteur et réalisateur américain.

## Biographie
Stuart Blumberg habite à Shaker Heights.

## Filmographie partielle

### Comme scénariste
- 2000 : Au nom d'Anna (Keeping the Faith) d'Edward Norton
- 2004 : The Girl Next Door de Luke Greenfield
- 2010 : Tout va bien ! The Kids Are All Right de Lisa Cholodenko
- 2012 : Sex Therapy (Thanks for Sharing) de lui-même
- 2013 : She Said, She Said (court métrage)

### Comme réalisateur
- 2012 : She Said, She Said (court-métrage)
- 2013 : Sex Therapy (Thanks for Sharing)

### Comme producteur exécutif
- 2009 : Escroc(s) en herbe (Leaves of Grass)

## Distinctions
- 2010 : 76e cérémonie des New York Film Critics Circle Awards : Meilleur scénario pour Tout va bien ! The Kids Are All Right (avec Lisa Cholodenko)
- 2011 : 26e cérémonie des Independent Spirit Awards : Meilleur scénario pour Tout va bien ! The Kids Are All Right (avec Lisa Cholodenko)
- 2011 : Oscar du meilleur scénario original : nomination pour Tout va bien ! The Kids Are All Right (avec Lisa Cholodenko)